# Politikåret 1940

## Händelser
- 8 januari – Den svenska riksdagen godkänner införandet av tvångsmedel i krigstid.
- 17 januari – Sveriges utrikesminister Christian Günther kommenterar konflikten mellan Finland och Sovjetunionen med att hävda "Finlands sak är vår".
- 10 februari – Den svenska polisen gör på regeringens direktiv razzior i kommunistiska lokaler och tidningsredaktioner.
- 2 mars – De svenska och norska regeringarna säger nej till transitering av allierade trupper genom länderna till Finland.
- 27 mars - Peter Fraser efterträder avlidne Michael Joseph Savage som Nya Zeelands premiärminister.[1]
- 10 maj - Winston Churchill efterträder Neville Chamberlain som Storbritanniens premiärminister.[2]
- 12 juni – Den svenska riksdagen antar i en första omröstning en tryckfrihetsparagraf i grundlagen som tillåter censur vid krig eller krigsfara.
- 25 september – Norges storting beslutar att skrota monarkin i Norge.[3]
- 19 december - Risto Heikki Ryti efterträder Kyösti Kallio som Finlands president.[4]

## Val och folkomröstningar
- 15 september – Andrakammarval i Sverige.
- 5 november - Demokraten Franklin D. Roosevelt väljs om som president i USA.
- 19 december – Presidentval i Finland.

## Organisationshändelser
- Maj – British Union of Fascists förbjuds.

## Födda
- 17 januari – Mircea Snegur, Moldaviens förste president 1990–1997.
- 27 januari – Petru Lucinschi, Moldaviens president 1997–2001.
- 19 februari – Saparmurat Nijazov, Turkmenistans förste president 1991–2006.
- 28 juli – Hérard Abraham, Haitis president 10–13 mars 1990.
- 7 september – Abdurrahman Wahid, Indonesiens president 1999–2001.
- 13 september – Óscar Arias, Costa Ricas president 2006–2010.

## Avlidna
- 26 februari – Michael Hainisch, Österrikes förbundspresident 1920–1928.
- 3 november – Manuel Azaña, Spaniens president 1936–1939.
- 9 november – Neville Chamberlain, Storbritanniens premiärminister 1937–1940.
- 19 december – Kyösti Kallio, Finlands president 1937–1940.

### Fotnoter
1. ↑  ”New Zealand” (på engelska). World Statesmen. http://www.worldstatesmen.org/New_Zealand.htm. Läst 1 augusti 2015.
2. ↑  ”United Kingdom” (på engelska). World Statesmen. http://www.worldstatesmen.org/United_Kingdom.html. Läst 2 augusti 2015.
3. ↑  ”Norway” (på engelska). World Statesmen. http://www.worldstatesmen.org/Norway.htm. Läst 7 november 2012.
4. ↑  ”Finland” (på engelska). World Statesmen. http://www.worldstatesmen.org/Finland.html. Läst 7 november 2012.